# 프리티 파텔
프리티 수실 파텔(Priti Sushil Patel, DBE ,1972년 3월 29일~)은 영국 정치인이며, 2019년부터 2022년까지 내무부장관으로 재임했다.